# Симо Гверо
Симо Гверо (Котор, 1890) је био учесник Првог свјетског рата, Октобарске револуције, битке на Кајмакчалану и Солунски добровољац.

## Живот
Године 1912. у својој 22 години мобилисан је у аустроугарску војску и нашао се у Бечу. У Првом свјетском рату учествовао је као аустријски војник у биткама против руских трупа генерала Брусилова. Септембра 1915. године пао је у руско заробљеништво као наредник аустроугарске војске. Са њим је било и више његових војника из околине Мркоњић Града. Када је букнула Октобарска револуција он се прикључио Бољшевицима. Учествовао је у операцијама око Одесе и Владивостока. Тада је изразио жељу да буде упуђен, заједно са осталим добровољцима, на Солунски фронт. Укрцани су на руске лађе и пребачени до Солуна, гдје је распоређен у четврту чету трећег батаљона другог југословенског пука. У бици против Бугара и Нијемаца на Кајмакчалану био је рањен. По завршетку рата се вратио у родни Котор. У биткама на Солунском фронту стекао је неколико медаља и одликовања за ратне заслуге. Носилац је медаље број 489604 за ратне заслуге и учешће у Октобарској револуцији коју му је, поводом 50 година Октобарске револуције, 1967. године уручио руски конзул у Сарајеву.